# عیاران سیستان
عیاران سیستان گروه اجتماعی متشکل از افرادی روستایی و شهری بودند که خصلت‌هایی چون شجاعت، ذکاوت و جوانمردی داشتند.
دربارهٔ معنایی لغوی کلمه «عیار» ملک الشعرای بهار معتقد است که این کلمه صورت تغییریافته و ضبط غلط «ایار» فارسی است که امروزه «یار» گفته می‌شود و به معنی رفیق و دوست صمیمی است.کلمه عیار معنای جوانمرد را نیز می‌دهد، که سخن قابوسنامه، مکمل این سخن و بیانگر جوانمردی عیاران است: «.... آن قوم عیاران که مردمی ایشان را نام، جوانمردی نهادند».
عیاران در گروه‌های اجتماعی و سیاسی منظم و تعلیم یافته‌ای، منشأ تغییراتی در تاریخ سیستان گشتند. آنان در مقابل ظلم و ستیز و تبعیضات نژادی امویان و عباسیان و حکام دست نشاندهٔ خلفا به پا خاستند و با دلیری و شجاعت خاص طبقه خود، ضمن مبارزه با حکام خلیفه، مدافع مردم بی‌گناه و بی‌پناه شدند. به طوری‌که «مرام عیاران حق خواهی بود و حق ستانی.»

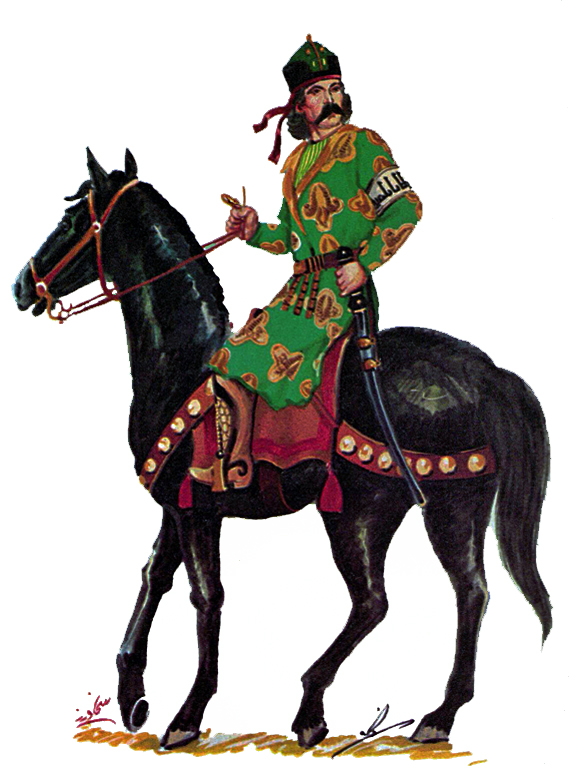
پوشش سواره‌نظام عیاران.

## برخی از عیاران مشهور سیستان
۱- یعقوب لیث:
یعقوب لیث، بنیان‌گذار حکومت صفاریان، در زمرهٔ عیارانی بود که در سیستان گرد آمده‌بودند. وی در جوانی به درجه سرهنگی رسیده بود. یعقوب می‌گفت «من این پادشاهی و گنج و خواسته، از سر عیاری و شیرمردی به دست آورده‌ام، نه از میراث پدر»
۲- امیر حمزه بن عبدالله آذرک:
وی به سال ۱۸۱ ه‍.ق یعنی سال یازدهم خلافت هارون الرشید خروج کرده و بر سیستان و کرمان و خراسان مسلط شد. او که دهقانی سیستانی و مدعی رساندن نسب به پادشاهان کیان بوده از تاریخ ۱۸۱ه‍.ق تا ۲۱۳ه‍.ق که سال فوت اوست از کابل تا فارس و از خراسان تا دریای عمان را تحت امر داشت و تا حمزه زنده بود، دیناری از این نقاط خراج و مالیات به بغداد نمی‌رفت و خود او نیز به این عنوان از مردم هیچ نمی‌گرفت.
۳- ابوالعریان:
وی یکی از پهلوانان معروف سیستان در سال ۲۰۰ ه‍.ق بوده که در عهد حمزه در سیستان قد علم کرده و ابوالعریان لقب داشته، از سرهنگان و سوغاغاهای سیستان به‌شمار می‌رفته است، به قول تاریخ سیستان گروهی غوغا با او بودند، او عامل خلیفه اشعث بن محمد را شکست داد.
۴- احمد قولی:
یکی دیگر از عیاران این سرزمین است که، مردم سیستان اطراف او جمع شدند، همچنین صالح بن نصر و یعقوب لیث و دیگر عیاران سیستان وی را یاری کردند.
۵- سرماتک:

سرماتک عیار یکی از عیاران مشهور و از یاران یعقوب بود، معنی تحت الفظی سرماتک، سرشکن است، این شخص از بزرگان و فرماندهان عیاران بوده، زیرا در حوادث بعد با یعقوب و عیاران دیگر کارهای مهمی انجام داده و قیام‌های عظیمی برپا می‌کند.
۶- محمد بن هرمز:
وی از عیاران معروف سیستان در سال ۳۰۰ ه‍.ق بوده که به مولی سندلی شهرت داشته است. محمد بن هرمز در رأس عیاران سیستان قرار گرفت و توانست یکی از کودکان آل صفار به نام ابوحفض عمرو بن یعقوب بن محمد بن عمرو لیث را روی کار آورد، در این حادثه عیاران کار بزرگی انجام دادند.
۷- زنگالود:
از مشاهیر عیاران سیستان است که در حدود ۳۰۱ ه‍.ق با عیاران دیگر که همواره منشأ هیاهو و نهضت و جنبش بودند و کانون آزادی‌خواهی را گرم داشتند، کشته‌شد.
۸- احمدیا:
یکی از سرداران عیاران بوده که در سال ۳۰۱ ه‍.ق در فتنهٔ سلیح نام اوقی که به سیستان لشکر کشیده بود، با عیارانش قیام کرد و او را کشت.
۹- سرهنگان و سوغاغاها که به سال ۳۰۶ ه‍.ق با عیاران دیگر به جنگ کثیر بن احمد، حکمران سیستان رفت و او را کشت.
۱۰- امیر بوجعفر:
در محرم سال ۳۱۱ ه‍.ق امیر بوجعفر به سالاری عیاران و رهبری سیستان رسید و در جنگ با عزیز بن عبدالله پیروز شد.

## عیاران سیستان
در سیستان از اوایل قرن دوم گروهی به نام عیاران یا جوانمردان بودند که طبقه ای از طبقات اجتماعی و مردمی جلد و هوشیار از عوام الناس و آداب و رسوم خاصی داشتند.
از تاریخ چنین برمی آید که این گروه در عهد بنی عباس در سیستان بسیار شدند.
عیاران در تاریخ سیستان همواره موقعیتی شایسته داشتند، گرچه از اشخاص عادی بودند ولی کارهای مهمی می‌کردند. در تغییر زمامداران و حکومت‌ها نقش داشتند.
باید گفت که جوانمردی و فتوت بدواً مسلک اخلاقی بود، بعد به یک روش سیاسی و انقلابی تغییر شکل یافت و سرهنگان و بزرگان این طایفه، همواره بازیگر برجسته هنگامه‌ها و تحولات سیاسی بودند که به اصطلاح نویسندهٔ تاریخ بیهقی، آنان را سر غوغا می‌گفتند. تاریخ سیستان عده ای از سرهنگان آنان را نام می‌برد. از این رو می‌توان اهمیت اجتماعی و سیاسی آنان را برآورده کرد.

### عیاران جوانمردان شبگرد
در سیستان، عیاران که به چستی و چابکی معروف بودند، شهرت تمام یافتند، جوانان ورزشکار خصوصاً به آنان پیوستند و چون مردمی رازدار، بافتوت، پاک و درست کردار بودند، جوانان به شرکت در مجامع آنان رغبت کردند و تا آنجا پیشرفت کردند که سر دسته‌های آنان مورد توجه حکام قرار گرفت و برای تأمین مخارج خود به راهداری پرداختند، یعنی عبور و مرور کالاهای بازرگانان را تحت حمایت قرار می‌دادند و مبلغی دریافت می‌کردند که تقریباً نوعی بیمه بود. اگر بازرگانی از ادای مقرری سربازی می‌زد، نتیجهٔ آن را می‌دید.

### خدمت بهرنام نه از بهرنان
بنای کار عیاران بر جوانمردی بود این گروه شبروی و شبگردی می‌کردند، کارشان تهدید ثروتمندان و حکام ظالم بود و بسیاری اوقات تحمل این خطرات و مصائب، برای انجام کار مردم بینوا یا دفع ظلم از مظلوم بود.

## جوانمردترین مردم به عقیدهٔ عیاران سیستان
به عقیده آنان، جوانمردترین مردم آن است که دلیر، بردبار و شکیبا باشد، به وعدهٔ خود وفا کند، پاکدل و پاک چشم باشد، زیان کسی به سود خود نخواهد، ضعیف آزار نباشد، به اسیران تعدی نکند، بیچارگان را یاری کند، از ستم دیدگان دفاع کند، راست گوید، به صاحب سفره ای که نمک خورده است بدی نکند، در حیلت استاد باشد، نکته گوی و نکته سنج باشد، بر دیده و نادیده غیبت نکند، نان دادن و راز پوشیدن از کارهای آنان بود، حق نان و نمک را گرامی داشته و تلافی می‌کردند، گناه خود را به گردن دیگری نمی‌گذاشتند، محل تجمع آنان را یتیم خانه می‌گفتند و شاید به علت اینکه عیار بعد از ورود به جمع عیاران باید به خود متکی باشد نه پدر و مادر.

## ایجاد نهضت عیاران در سیستان
گرچه عیاران در بسیاری از شهرهای ایران ظاهر شدند ولی در هیچ قسمت نتوانستند تشکیلات منظم سیاسی برقرار کنند، مگر در سیستان.
فاتحین عرب، مردم سیستان ر برای دریافت باج و خراج آزار می‌دادند و عیاران از این هرج ومرج‌ها به نفع خود و به ضرر حکومت مرکزی سود بردند، به یاری مظلومان برخاستند و ستمکاران و مالداران بی انصاف را گوشمالی می‌دادند. طبقهٔ جوان نیز، چون جوانمردی و پاکی عیاران را دیدند، به سوی آنان شتافتند.
نهضت عیاران از یک سوی ریشهٔ طبقاتی و از سویی بنیادی ملی داشت و رفته رفته گسترش یافت تا اینکه با ماهیت مردمی و خصلت ضد استبدادی و ضد فئودالی شهرت یافت.

### یعقوب و عیاران سیستان
مورخان از ارتباط یعقوب با عیاران و شغل عیاری او ذکری به میان آورده‌اند. همت والا و اخلاق و رفتار او باعث شد که کم‌کم به مقام سرهنگی عیاران برسد و عیاران خود را برای راهنمایی کاروان‌ها و اخذ راهداری به اطراف بفرستد.
زیرکی و هوشیاری یعقوب، علاوه بر خصائل نیکوی دیگر، وی را در میان جوانان و عیاران بلندآوازه کرد. وی از دوران جوانی وارد گروه عیاران سیستان شده و به در جه سرهنگی رسیده بود.

## جوانمردی شگفت‌آور یعقوب
یعقوب لیث درجهت اهداف عالی که برای نجات سیستان و در نهایت ایران، از ظلم و ستم، داشت به کاخ ادهم بن نصر، فرمانروای ستمگر سیستان دستبرد زد و تمام اموال و جواهرات آن را با کمک عیاران سیستان جمع کرد، وقتی که می‌خواستند از کاخ خارج شوند، چشم یعقوب به چیز درخشنده ای که در تاریکی شب می‌درخشید افتاد، فکر کرد که آن شئی الماس باشد، وقتی نزدیک آورد و چشید، فهمید که نمک است، فوراً دستور داد، کلیهٔ اموال و جواهرات را بگذارند و به پدرش لیث و دیگر عیاران که همراه آنان بودند گفت: پدر برادران و شما ای عیاران جوانمرد، من حالا نمک این مرد را چشیده‌ام و حق نمک خوردن کسی، نزد ما بسیار محترم و لازم الرعایه است، بلی وقتی ما نمک کسی را خوردیم دیگر حق دستبرد زدن به اموالش از ما سلب می‌شود، چون این عمل خلاف مروت و جوانمردی و انصاف است، که نزد ما همواره عزیز و فوق‌العاده گرانبهاست، این امر بزرگ‌ترین شعار ما زا تشکیل می‌دهد.
لیث گفت فرزندم درست می‌گوید، چون اون نمک ادهم را خورده، بردن اموالش برما حرام است. سپس یعقوب لیث تمام اموال را گذاشت و در جهت آرمان عالیش، نقشه‌های دیگری کشید و این بار بدون درنگ به طرف تنگه‌های کوه اوشیدا که بهترین شرایط را برای بریدن راه‌های کاروان رو و قافله‌هایی که اموال گرانقیمت را برای خلفا حمل می‌کردند. دارا بود، به راه افتادند.

### نامردی در برابر جوانمردی عیاران
یعقوب به دلیل اینکه نمک ادهم بن نصر حاکم ستمگر سیستان را ناخواسته چشیده بود، از بردن اموال نفیس و گرانبهای او صرف نظر کرد و صبح روز بعد که حاکم دید، اموال را جمع کرده‌اند ولی نبرده‌اند، در شگفت شد، گفت منادی کنید، هر کس بگوید که به چه دلیلی این‌کار جوانمردانه را انجام داده، در امان است و پیش من عزیز است.
لیث پدر یعقوب با کمال غرور و مردانگی رفت و خودش را معرفی کرد و گفت علت اینکه اموال نفیس شما را نبرده‌ایم، فقط یک قطعه نمک بوده است، ولی حاکم برخلاف قولی که داده بود، به جای پرداخت مژدگانی، دستور داد، لیث سالخورده در میدان بزرگ شهر، در برابر دیدگان همگان گردن بزنند. متعاقب کشته شدن لیث به دستور حاکم سیستان، مأموران به خانهٔ وی یورش بردند تا فرزندان وی را دستگیر کنند ولی آنان قبلاً آنجا را ترک کرده بودند و در کوه اوشیدا سرگرم ساختن قرارگاه‌ها و کمین گاه‌ها بودند.

## آرزوی عیاران استقلال ایران
در حدود دوقرن تمام، حاکمان ظالم دمار از روزگار هر ایرانی برآوردند، ولی پروردگار توانا بیش از این صلاح ندید. دیگر باید طلایهٔ استقلال طلبی نمودار گردد و این بار از سیستان، پرتو آوا فروزان شد و عطر استقلال بپراکند.
جوانمردی به نام یعقوب با گروهی بسیار ورزیده و چابک برای برانداختن حکومت ستمگران از سرزمین سیستان قیام کرده است.
مردم سیستان پی بردند که این سرزمین مرد خیز، هنوز روحیهٔ سلحشوری خود را حفظ کرده و همگان دریافتند که اگر حاکمان، بیدادگری را از حد گذرانیده‌اند، برومند فرزند این آب و خاک دستهای خون آلود آنان را با شمشیر قطع خواهد کرد.
گویی یعقوب لیث، آن رویگر زادهٔ سیستانی علاوه بر میهن دوستی و آزاد منشی که داشته روان‌شناس هم بوده است، دریافت‌های خاص آواز روحیهٔ اجتماعیش در نهایت دقت بوده و شاید اگر این تیزبینی و هوشیاری را نداشت، چنین زبانزد قرن‌های دراز نمی‌شد و یادش چنین افتخارانگیز نبود.

## مرام عیاران سیستان
عیاران اصول زندگی و مبادی خاص مسلکی داشتند که عبارت بود از خرد، راستی و مردمی. جوانمرد را از سه چیز گریز نبود، راست بگوید، درکار شکیب کند و پاکدل باشد؛ بنابراین هر مرد عیار، دلیر و شکیبا، پاکدل و عفیف بود. عیاران مردمی بودند که نانی بیابند و بخورند و خدمت عیاران کنند و کار را برای نام کنند نه برای نان.
از دروغ بیزار بودند و دروغگو را سخت مجازات می‌کردند و عقیده داشتند که خیانت کار باید به کیفر برسد.

### مرام‌نامه عیاران سیستان
لیث پدر یعقوب، هفت اصل را به عنوان مرام‌نامه پایه و اصول عیاری وضع کرد که به شرح زیر است:
۱- جوانمردی:
از دید جنبش عیاران افراد سه دسته‌اند: یک دسته آنان که حقوق هیچ‌کس را رعایت نمی‌کنند و حتی نیکی دیگران را با بد رفتای پاسخ می‌دهند. در نظر عیاران، این گروه بدترین مردمند که اصطلاحاً به اینها در فرهنگ عیاری نامرد گفته می‌شود.
دسته دوم: آنان که در نیک رفتاری پیش قدم نمی‌شوند، ولی اگر خیری به آنها برسد آن را پاس می‌دارند که اصطلاحاً به این گروه مرد گفته می‌شود.
دسته سوم: کسانی هستند که در کار خیر و رفتار نیک پیش قدمند و ابتدا اگر کسی در حق آنها بدکرد مقابله به مثل نمی‌کنند، اما چننچه خطای کسی را بخشیدند و او دگر باره ستم نمود، سزاوار کیفرش دانسته و بداندیش را مجازات می‌کنند، این دسته را اصطلاحاً جوانمرد می‌نامند.
وظیفه ثانوی جوانمرد عیار، حمایت از مظلوم و جدال بی‌امان با ستمگران است، حتی مجازند اگر راهی برای مبارزهٔ آشکار میسر نبود از اموال ظالم بربایند و به مظلوم و درماندگان برسانند.
۲- راستی:
پیر عیاران گفته است: جوانمرد عیار بدان که راه تاریک است و باریک، سویی آتش است و سویی دیگر آب، راستی چراغ است و دروغ طوفان، بی چراغ راه نتوان برد، پس چراغت را در آغوش طوفان میفکن.
۳- ستاری (پرده پوشی)
میر عیاران حدود پرده پوشی را تعیین کرده است که خلاصهٔ آنرا چنین است: در آن گناه که در وی حقوق ناس بود به هیچ وجه روا نیست غمض و ستاری
۴- مروت:
مروت و جوانمردی را برسه اصول استوار می‌دانستند، اول اینکه آنچه گویی انجام دهی دوم راستی در قول و فعل، سوم شکیب در کارها.
۵- امانت داری:
امانت داری از اصول بلامعارض مرام‌نامهٔ عیاری است و در همه جا و با همه کس لازم الاجراست. شگفت اینکه امانت داری را در اموال خلاصه نکرده‌اند، بلکه حفظ راز دیگران را هم شامل امانت داری دانسته و گفته‌اند:
رندانه سخن گوی که رندان نپسندند گر باز کنی پیش کسان راز کسی را
۶- در باور عیاران، پیمان‌شکنی گناهی نابخشودنی است.
خلف پیمان مکن ای دوست که در مذهب ما هرکه پیمان‌شکنی کرد مسلمان نبود
۷- حق نمک:
پایبندی به حق نمک جزو سنگین‌ترین وظیفهٔ عیاران بوده است علاوه براین نمک بزرگ‌ترین سوگند عیاران نیز بوده است.
آنکس که نمک خورد و نمکدان بشکست در مذهب رندان جهان سگ به از اوست
اصول هفتگانهٔ مرام‌نامه عیاران سیستان به شرحی که گذشت، در روایات طوماری آمده است، احتمال دارد در مواد دیگری هم در مرام‌نامه عیاران وجود داشته باشد که در طول روزگاران از بین رفته است.

## نقش بزرگ عیاران در احیای زبان فارسی
بعد از فتح ایران، به دست اعراب، زبان عربی، زبان رسمی و دیوانی شناخته شد. یعقوب که امیر عیاران و جوانمردان سیستان بود، چون قسمتی از شرق ایران را به دست آورد و پس از فتح هرات، شعرا او را به زبان عربی مدح گفتند، به محمد بن وصیف، دبیر رسائل می‌گوید: «چیزی که اندر نیابم چرا باید گفت؟»
و شعرا را وادار ساخت که به زبان پارسی شعر گویند و این سرآغاز شکوفایی مجدد زبان پارسی شد و برای اولین بار شعر و زبان شیرین فارسی در زمان دولت او رسمیت یافت. هم چنین دستور داد تا از هندوستان نسخه ای از کتاب تاریخ پادشاهان قدیم ایران را که در آنجا بود بیاورند. که در نهایت، این نهضت در اوج خودش منجر به خلق بزرگ‌ترین شاهکارهای ادبی، چون شاهنامه فردوسی، دیوان حافظ، کلیات سعدی و مثنوی مولوی و… در عرصهٔ ادبیات پارسی به جهانیان شد. لازم است ذکر شود که فردوسی بزرگ، در تنظیم شاهنامه از منابعی استفاده کرده که قبلاً توسط یعقوب لیث دستور جمع‌آوری آنها داده شده‌بود.
همان‌طور که ذکر شد، سرداری این نهضت و قیام ارزنده ملی را جوانمردی بزرگ و آهنین ارده به نام یعقوب لیث که وطن‌پرستی سرسخت و غیرقابل انعطاف بود، برعهده داشت.
به همین سبب ظهور این راد مرد بزرگ ایرانی در نزد عموم مردم وطن‌پرست ایران، همانند خورشیدی درخشان، در افق استقلال میهن به‌شمار می‌رفت.

## مراسم ورود به دستهٔ عیاران
ورود عیاران مراسمی داشت و شرایط مخصوص را شامل می‌شد و تازه‌وارد باید الفاظی از سر صدق به زبان آورد و مراسم تحلیف به جا آورد: (سوگند به یزدان دادار کردگار، سوگند به مهر و نان و نمک مردان و شنیدن نصیحت جوانمردان و خیانت نکردن).
در این مراسم، تازه‌وارد و کلیهٔ عیاران بدون پوشاک فقط برای ستر عورت لنگ می‌بستند و در دایره ای گرداگرد میر عیار می‌ایستادند، سپس یعقوب که مقام میر عیاری یا سرهنگی داشته است، مشتی نمک در قدح آب می‌ریخت و داوطلب آن را می‌نوشید و آنگاه سکوت محض برقرار می‌شد. ازهر پیر عیار، ضمن چرخیدن به گرد دایرهٔ عیاران وظایف خطیر و رئوس مرام‌نامه عیاری را با صوتی دلنشین بتازگو می‌کرد و داوطلب در حالی که دست راستش در دست یعقوب بود، دست چپ خود را در پایان هر اصل به عنوان اعلام قبول بالا می‌برد و همچنین شعر زیر نیز زمزمه می‌شد:
چنین می‌گفت میر عیار تمامی اصول رادمردی را تمامی
که لنگ باشد از مردی نشانه که عریان گردی از حب زمانه
که حب مال دنیا گر به دل شد بر نامردمی باید خجل شد
تو اکنون چون جوانمردی و عیار نباید بندگی از بهر دینار
بدان که این برتری سوگند باشد که ما را با نمک پیوند باشد
بدان ای نوجوان تازه عیار که دارد این نمک سری ز اسرار
نخستین آنکه اندر علم ابجد شود نام پسر عم محمد (ص)
دوم رکنی زکابین بتول است مقدس دان که فرمان رسول است
سه دیگر این نمک از خاک ایران همانا بود و خوردید ای عزیزان
شمارا دین این کشور به گردن بود زین لحظه تا پایان مردن
نباید این نمکگ گردد فراموش که این بار گران داریم بردوش
نمک نامی زاسمای علی دان گرامی دار او را همچو قرآن
اگر خوردی نمک روزی زخوانی بباید حرمت او را بدانی
نمک خوردی مکن آهنگ پستی کنون مردی و خود مولا پرستی
عیان گفتم تو را ای رند باهوش نمک خوردی مکن شکرش فراموش
نخست از حق، دوم از دست یاران سوم این را که بود از خاک ایران
نباید این نمک گردد فراموش که این بار گران داریم بردوش
خیانت گر کنی برملک و ملت مکافات عمل بینی بر مذلت
پس از پایان مراسم، داوطلب عیار، مردی رسمی شناخته می‌شد و به وسیلهٔ میر عیار از بین عیاران با سابقه یک نفر به عنوان استاد، برای شخص جدید الورود تعیین می‌گردید.
استاد موظف بود فنون رزمی را به شاگرد خود بیاموزد و او را از هر حیث ورزیده و مجرب تربیت نماید.
بعد از پایان دورهٔ آموزش رزمی، او تحت آزمایش قرار می‌گرفت، به این صورت که یک مأموریت ویژه به او محول می‌کردند.

## علل عملکرد برتر عیاران سیستان
1. استخوان بندی عیاران دورهٔ یعقوب را جوانان سیستانی تشکیل می‌دادند که در فرهنگ، عرف اجتماعی، آیین، منش و روش مشترک بوده‌اند، بویژه از دوران کودکی بافت فکری آن‌ها با داستان‌ها و دلاوری‌های قهرمانان سیستان پرورش یافته است.
2. وجود دلاور یکه‌تازی چون یعقوب در رأس آنها عامل بسیار مهمی بوده است.
3. فرهنگ اجتماعی – ملی مردم سیستان بیگانه پذیر اعم از مهاجر و مهاجم نبود، در سیستان حتی اعراب نتوانستند دوام بیاورند، گویی قهرمان شاهنامه در آنجا است و منش و روش آنها را زیر نظر دارد. مردم سیستان پشتیبان و مددکار عیاران بوده‌اند.[۱۰]

## مرگ لیث صفاری و سازماندهی عیاران
پس از مرگ جانگذار لیث صفاری، عیاران سیستان در کوه اوشیدا اجتماع می‌کنند تا یعقوب را به سرهنگی برگزینند، یعقوب می‌گوید چرا دیگری را انتخاب نکردید؟ عیاران می‌گویند تو در هر فن استاد تر هستی، یعقوب می‌گوید آنچه من تاکنون انجام داده‌ام، وظیفه یک عیار است، برای سرهنگی بیش از اینها لازم است، یاران می‌گویند راه انتخاب سرهنگ چیست؟ یعقوب می‌گوید: هریک از ما نامه‌ای به حاکم بنویسیم و از او پنج هزار دینار طلب کنیم، حاکم فرمان هر کس را اجابت کرد، او سرهنگ ما خواهد بود.
حاکم سرانجام فرمان یعقوب را اجابت می‌کند، و عیاران پای‌کوبان یعقوب را به سرهنگی برمی‌گزینند. آن جوانمرد بلند همت تمام سکه‌ها را به‌طور مساوی بین کلیهٔ عیاران تقسیم می‌کند، ازهر پیر عیار می‌گوید چرا برای خود دیناری برنداشتی؟ یعقوب می‌گوید سهم من باشد در آینده از خلیفه بغداد می‌ستانم، ازهر شیرین گفتار به مزاح می‌گوید: ای رند کامل، جوجه مرغ را بین ما تقسیم کردی که شکار بزرگ برای خودت بماند. یعقوب می‌گوید: آنچه که از خلیفه بستانم پیش کش مردم وطنم می‌کنم.

## عیاران در زمان آخرین بازماندهٔ دودمان یعقوب
پس از دستگیری عمرو لیث که به جنگ با سامانیان رفته بود و پیروزی سامانیان، عیار مردان به خود آمده و در احیای جنبش و پرورش جوانان برومند مستعد همت گماشتند. بااینکه امرای سامانی بارها برای فتح سیستان لشکر می‌کشند، به‌خاطر سعی و جهد عیاران، موفق به فتح سیستان نشدند، و هر بار پس از تلفات سنگین به مقر خود بازگشتند. مطالب مذکور خلاصه متن تاریخ است.
ابونصر سامانی به عزم فتح آخرین سنگر صفاریان، لشکری به فرماندهی غلامان ترک روانهٔ سیستان می‌کند و جنگ سختی بین قوای سیستان و نیروی ابونصر درمی‌گیرد. شاهین، پیر عیار، دروازهٔ شهر را می‌گشاید تعداد زیادی از لشکر ابونصر وارد شهر سیستان می‌شوند، بعد دستور می‌دهد که دروازه بسته شود، خلف بن احمد صفاری آخرین امیر صفاری که خود سمت میر عیاری نیز داشته است، با کمک عیاران دلاور سیستان همهٔ آنان را از پای درمی‌آورد. سپس خطاب به لشکر مغلوب می‌گوید:
شما را آزاد می‌گذارم به شهر و دیار خود برگردید، ولی در رکابی شمشیر بزنید که فرمانبر خلفای بیگانه نباشید. امیران شما دسترنج ملت ایران را جمع‌آوری و به بغداد می‌فرستند. اگر بار دیگر به این سرزمین حمله کنید، سرنوشتی بدتر ازاین در انتظارتان خواهد بود.

## عیاران در زمان سلطان محمود غزنوی
وجود حکومت سیستان و شهرت دلاوری عیاران، پایگاه انقلاب خیزی بود که می‌توانست در آینده برای محمود گرفتاری ایجاد کند. از این روی با سپاهی بزرگ و تجهیزات کامل به سیستان حمله کرد و خلف بن احمد آخرین امیر صفاری را دستگیر و به خراسان تبعید نمود و سلسله صفاری در سال ۳۹۳ هجری منقرض شد. سلطان محمود غزنوی ناجوانمردانه و با حیله در میان عیاران سیستان به صورت ناشناس نفوذ می‌کرد و آنها را شناسایی می‌نمود و بدین وسیله بسیاری از این شیر مردان مدافع ایران عزیز را از بین برد.

## شعار و صفات عیاران سیستان

### شعار عیاران
«تا دشمن در این سرزمین لانه دارد: شمشیر دلاوران به نیام نیارامد»

### صفات عیاران سیستان
صفات عیاران، دلیری، شجاعت، صبوری، راستی، یاری به درماندگان، تحمل سختی‌ها، عفت، فداکاری، بی‌نیازی، بخشندگی، وفای به‌عهد و سرانجام دوستی با دوستان و دشمنی با دشمنان بود. عیار می‌بایست عمل و گفتارش یکی باشد، شرط عیاری فقط داشتن زور بازو نبود، بلکه عیار، در پیکارها از ذکاوت و هوشیاری مدد می‌گرفت.
از صفات بارز عیاران رازداری بود، به‌طوری که اسرار مردمان ظاهر نکند «عمرو وراق» در شعری آنان را حریص در جنگاوری، فرمانبردار، شیرانی مهاجم، جوشن به تن و نیزه به کف توصیف می‌نماید.
عیاران در اسب سواری، تیراندازی، کمندافکنی، زنجیر گسلی، نقیب‌زنی ماهر بودند.

## از سخنان یعقوب لیث به عیاران سیستان
«ما نمی‌خواهیم و نباید بخواهیم مثل حکمرانان و کارگزاران ظالم زر و سیم بیندوزیم، اگر کسی چنین اندیشه ای در سر دارد سخت در اشتباه است، هدف ما بیرون راندن ظالمان ازاین آب و خاک است، برای رسیدن به این هدف تا پای جان ایستاده‌ایم، این سرزمین باید از چنگال بیگانه رهایی یابد، تا ما زنده‌ایم برای عملی ساختن این منظور از هیچ کوشش دریغ نخواهیم کرد. پس از ما هم تکلیف بر عهدهٔ آنهایی است که احساس زنده بودن دارد».
و پس از ادای نماز دو دست را بالا گرفته و با صدایی موج‌دار و گریه آلود فریاد زد:
«ای‌خدای بزرگ ای‌خالق زمین و آسمان ما را یاری ده تا این سرزمین مقدس را از شر ستمگران پاک نگه داریم».

## سخن آخر
دربارهٔ اهمیت قیام‌های عیاران سیستان و سلحشوری‌های بی‌مانند آنها همین کافی است که بگوییم؛ اینان تنها عیاران ایران هستند که موفق شدند اشغال‌گران ایران را تا آن سوی مرزهای کشور برانند و با تشکیل نخستین حکومت مستقل ایران، استقلال کشور را پس از اشغال آن به وسیلهٔ تازیان بازیابند.